# Johann Christian Kittel
Pour les articles homonymes, voir Kittel (homonymie).
Johann Christian Kittel (Erfurt, 18 février 1732 – Erfurt, 17 avril 1809) est un organiste, compositeur et professeur allemand. Il est l'un des derniers élèves de Jean-Sébastien Bach et l'exact contemporain de Joseph Haydn.

## Biographie
Kittel étudie d'abord avec Jakob Adlung, organiste à Erfurt, puis se rend à Leipzig en 1748 (il a seize ans). Il est l'élève préféré – et le dernier disciple – de Jean-Sébastien Bach jusqu'à sa mort, deux années plus tard. Il travaille un an comme organiste à Saint-Boniface et professeur à Langensalza en 1751, puis retourne chez lui à Erfurt, où il occupe le poste d'organiste de la Barfüßerkirche (de) (église des Cordeliers) jusqu'en 1756, puis de la Predigerkirche (de) (église des Prédicateurs) en 1762.
Malgré la modestie de son traitement, il refuse de nombreuses offres alléchantes, dont une, en 1790, de la Duchesse Anna Amalia de Saxe-Weimar pour voyager en Italie, restant à Erfurt le restant de sa vie. Il joue en soirée de nombreux récitals et est célèbre comme organiste virtuose. Forkel dit de lui : « exécutant de premier ordre sur l'orgue, il manquait néanmoins de facilité ». Rinck pour sa part soutient que ses improvisations dépassent tout ce qu'il a écrit ou publié. Goethe, Herder et Wieland vont l'entendre jouer. En 1800, il donne une tournée de concerts à Hambourg, où il reste pendant une année, surtout pour préparer son livre de chorals pour le Schleswig-Holstein.

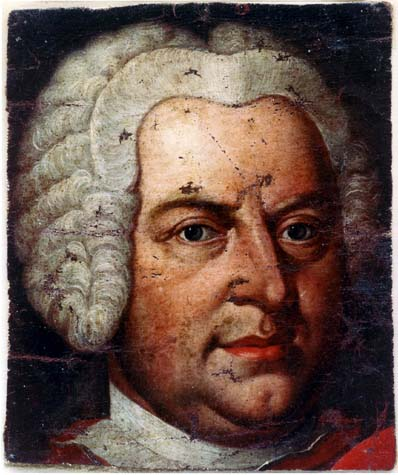
Portrait de Bach (vers 1733), anciennement possession de Kittel (Fragment du portrait de la famille Weydenhammer, Collection particulière).

Parmi les compositeurs et organiste ayant étudié avec lui, on cite Michael Gotthard Fischer – son successeur à la tribune de la Predigerkirche –, Karl Gottlieb Umbreit, son neveu Johann Wilhelm Hässler et Johann Christian Heinrich Rinck.

## Œuvre
Son enseignement est fondé sur les principes de Bach et vise à « éveiller, maintenir et élever les sentiments de dévotion dans le cœur de ses auditeurs par la musique ». Il écrit des œuvres pour orgue de grande envergure, tels des variations de chorals, basées sur l'exemple de Bach ; mais il est influencé par le style galant contemporain, qui « affecte même les grands préludes ». Sa sonate pour piano de 1789 a les caractéristiques de l'école classique viennoise.

### Piano

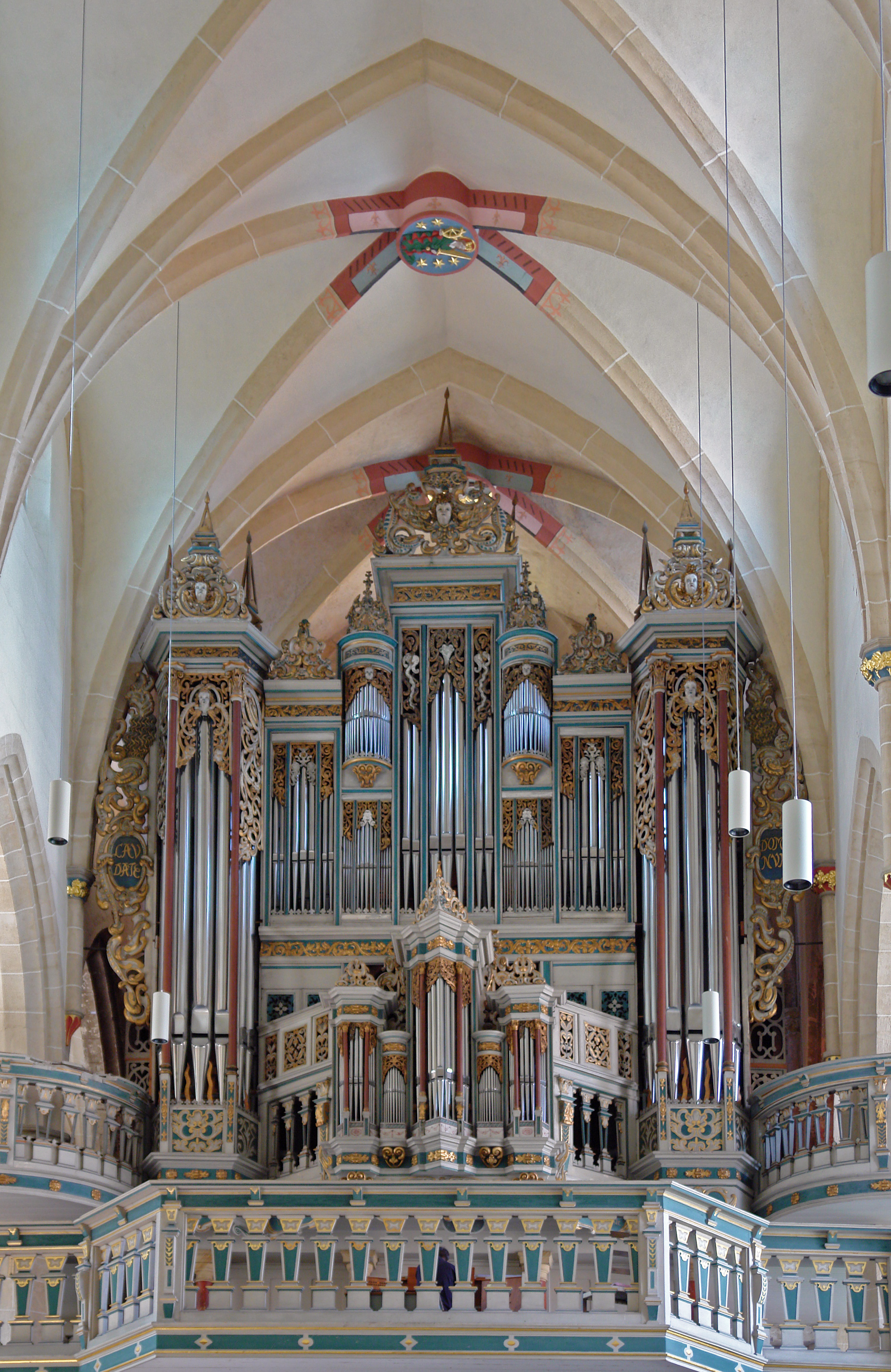
L'orgue de la Predigerkirche d'Erfurt.

- 6 Sonaten... nebst einer Fantasie (Gera, 1789)
- 6 Veränderungen, über... Nicht so traurig (Saint-Pétersbourg, 1797)

### Orgue
- Der angehende praktische Organist, oder Anweisung zum zweckmässigen Gebrauch der Orgel bei Gottesverehrungen in Beispielen, textbook, 3 volumes (Erfurt, 1801–1808)
- Vierstimmige Choräle mit Vorspielen... für die Schleswig-Hollsteinischen Kirchen, 2 volumes (Altona, 1803)
- 24 Choräle mit 8 verschiedenen Bässen über eine Melodie, ed. J. C. H. Rinck (Offenbach, 1811)
- Grosse Präludien, 2 volumes (Leipzig)
- 24 kurze Choralvorspiele (Offenbach)
- Variationen über 2 Choräle (Leipzig)
- 24 leichte Choral-Vorspiele (Bonn et Cologne)